# Jean-Paul Török
Jean-Paul Török, né le 17 octobre 1936 à Saint-Jean-Poutge (Gers) et mort le 3 janvier 2017 à Valognes (Manche), est un historien du cinéma, scénariste, réalisateur, écrivain et professeur de narratologie français.

## Biographie
Jean-Paul Török est titulaire d'un doctorat de 3e cycle en art et archéologie obtenu à l'université Paris I en 1986.
Il fut critique de cinéma à Positif de 1960 à 1979 (et secrétaire de rédaction pendant un temps). Il collabora également aux revues Cinéma 63, Midi Minuit Fantastique, Fiction, L'Avant-Scène.
Il fut également secrétaire général de la cinémathèque universitaire (Paris I).[réf. nécessaire]
Auteur de quelques ouvrages sur le cinéma, il a aussi écrit de la fiction (y compris quelques nouvelles de science-fiction) et une biographie de l'écrivain Pierre Benoit.
Il a collaboré, entre autres, au scénario d'Un mauvais fils (1980) de Claude Sautet avec Daniel Biasini.[réf. nécessaire]
Il est le premier à avoir été recruté sur un poste de chargé de cours pour enseigner le scénario en France, dans une université (l'Université de Paris 1)[réf. nécessaire].  

### Radio
Avec Philippe d'Hugues, il a codirigé le Libre journal du cinéma sur Radio Courtoisie jusqu'en 2007.

## Œuvres

### Essais, romans
- La Ligne de Sceaux [Film. Scénario et dialogues in extenso (continuité) / Scénario, réalisation Jean-Paul Török. 1972], L'Avant-Scène, coll. « Avant scène cinéma », 1979
- Le scénario. Histoire, théorie, pratique, Artefact, 1986
- Le frôlement des ailes : fictions, Guy Trédaniel, coll. « Pages de garde», 1996  (ISBN 2-85707-834-X)
- Pour en finir avec le maccarthysme. Lumières sur la liste noire à Hollywood, L'Harmattan, coll. « Champs visuels », 2000  (ISBN 2-7384-8349-6)
- Benoit, Pardès, coll. « Qui suis-je ? », 2004  (ISBN 2-86714-325-X) - Prix Pierre-Benoit 2005 de l’Académie française
- L'énigme du Monte Verita, Éditions France Univers, 2007  (ISBN 2914437102)
- Jean-Paul Török, André Breton ou la hantise de l'absolu, Paris, L'Harmattan, coll. « L'Écarlate », 1er juin 2011, 311 p. (ISBN 978-2-296-54650-9, BNF 42454290, lire en ligne)Ouvrage consacré à André Breton.

### Nouvelles
- Point de lendemain, dans l'anthologie Les Mondes francs (1988).

## Filmographie
Scénariste
- 1965 : Bloko d'Adonis Kyrou
- 1980 : Un mauvais fils de Claude Sautet
- 1973 : La Ligne de Sceaux (court-métrage)

Réalisateur
- 1969 : Qu'est-ce que la mise en scène : Jean-Luc Godard
- 1972 : Celui qui venait d'ailleurs (court-métrage), réalisé avec Atahualpa Lichy, d'après une nouvelle de Claude Seignolle
- 1973 : La Ligne de Sceaux (court-métrage)

Acteur
- 1973 : La Ligne de Sceaux (court-métrage)

## Sélections
- Festival de Cannes 1973 : La Ligne de Sceaux (en compétition)

## Multimédia
- « Qu'est-ce que la mise en scène : Jean-Luc Godard », 1969
- « Une émission consacrée au festival de Cannes en 1973, dans laquelle Jean-Paul Török intervient (aux alentours de la 5e minute) » [vidéo], sur ina.fr